# Ätnarova
Ätnarova är ett naturreservat i Gällivare kommun i Norrbottens län.
Området är naturskyddat sedan 1971 och är 0,8 kvadratkilometer stort. Reservatet omfattar sluttningar av två berg och våtmark där emellan. Reservatet består av grov tallurskog med inslag av gran och bjök.  